# Medun
Medun är ett samhälle i Montenegro. Det ligger i den centrala delen av landet. Medun ligger 479 meter över havet och antalet invånare är 108.
Terrängen runt Medun är huvudsakligen kuperad, men åt sydost är den bergig. Terrängen runt Medun sluttar västerut. Omgivningarna runt Medun är en mosaik av jordbruksmark och naturlig växtlighet.